# Ясга
Ясга (ошибочно: Ясхан или Ясха; туркм. Ýasga köli) — пресное озеро на севере Берекетского этрапа в центральной части Балканского велаята Западной Туркмении.
Озеро представляет собой старицу дугообразной формы, располагающуюся в древней долине Узбоя. Длина достигает 1170 м, в ширину — 220 м. Максимальная глубина — 5,8 м. Объём воды — 600 тысяч м³.
В 1952 году на озере Ясга был открыт первый в Туркмении пост по изучению колебания уровня воды в озёрах.